# توماس جاي بوشارد جونيور
توماس جاي بوشارد جونيور (بالإنجليزية: Thomas J. Bouchard, Jr.)‏ هو أستاذ جامعي وعالم نفس وعالم وراثة أمريكي، ولد في 3 أكتوبر 1937 في مانشستر في الولايات المتحدة.